# Barrimau (przystanek kolejowy)
Barrimau (port: Apeadeiro de Barrimau) – przystanek kolejowy w Barrimau (gmina Vila Nova de Famalicão), w dystrykcie Braga, w Portugalii. Znajduje się na Linha do Minho. Jest obsługiwana wyłącznie przez pociągi CP Urbanos do Porto. 

## Historia
Stacja znajduje się na odcinku Linha do Minho między Campanhã i Nine, która weszła do służby wraz z Ramal de Braga 21 maja 1875 r.

## Linie kolejowe
- Linha do Minho